# Varaville
Varaville é uma comuna francesa na região administrativa da Normandia, no departamento Calvados. Estende-se por uma área de 16,52 km². Em 2010 a comuna tinha 988 habitantes (densidade: 59,8 hab./km²).